# Powrót laleczki Chucky
Powrót laleczki Chucky (tytuł oryg. Child's Play 2) – amerykański filmowy horror z roku 1990 w reżyserii Johna Lafia, pierwszy sequel Laleczki Chucky (1988) Toma Hollanda.

## Fabuła
Duch mordercy, Charlesa Lee Raya, wciela się w lalkę Chucky. Musi odnaleźć Andy’ego Barclaya, by w jego obecności dokończyć rytuał voodoo i zawładnąć jego ciałem. Wkrótce pojawia się w domu chłopca. Ten odkrywa prawdziwą naturę zabawki, jednak nie jest w stanie ostrzec przybranych rodziców. Tymczasem Chucky podąża jego śladem. W szkole ginie nauczyciel, potem ojciec Andy’ego. Mama podejrzewa, że synek jest winny śmierci męża. Niebawem chłopiec i jego przybrana siostra stają twarzą w twarz ze śmiertelnym niebezpieczeństwem.

## Obsada
- Alex Vincent – Andy Barclay
- Jenny Agutter – Joanne Simpson
- Gerrit Graham – Phil Simpson
- Christine Elise – Kyle
- Brad Dourif – głos Chucky’ego
- Grace Zabriskie – Grace Poole
- Peter Haskell – Sullivan
- Beth Grant – panna Kettlewell
- Greg Germann – Mattson
- Chris Sarandon – detektyw Mike Norris

## Box office
| Świat | US$ 35,763,605 |